# Dactylopius
Genre
Dactylopius est un genre d'insectes hémiptères de la famille des Dactylopiidae.

## Liste des espèces
Selon Fauna Europaea (11 mars 2014)
- Dactylopius coccus Costa, 1829

Selon ITIS (11 mars 2014)
- Dactylopius opuntiae (Cockerell, 1896)

Selon NCBI (11 mars 2014) :
- Dactylopius austrinus
- Dactylopius ceylonicus
- Dactylopius coccus
- Dactylopius confusus
- Dactylopius opuntiae
- Dactylopius tomentosus